# Asaphomorpha geayi
Asaphomorpha geayi är en skalbaggsart som beskrevs av Dewailly 1950. Asaphomorpha geayi ingår i släktet Asaphomorpha och familjen Melolonthidae. Inga underarter finns listade.